# Parapinnanema ritae
Parapinnanema ritae is een rondwormensoort uit de familie van de Chromadoridae. De wetenschappelijke naam van de soort is voor het eerst geldig gepubliceerd in 1994 door Gourbault & Vincx.